# ジョー・オルト
- ジョー・アルト

ジョー・オルト（Joe Alt, 2003年2月28日 - ）は、アメリカ合衆国ミネソタ州ノースオークス出身のアメリカンフットボール選手。現在NFLのロサンゼルス・チャージャーズに所属している。ポジションはオフェンシブタックル。

## 経歴

### ハイスクール
高校時代はオフェンシブタックルの他にタイトエンドとしてもプレーしていた。

### カレッジ
ノートルダム大学に進学し、1年目の2021年シーズンは13試合に出場した。
2023年シーズンはアンアニマスオールアメリカンに選出され、カレッジで最も優れたオフェンシブラインマンに贈られるアウトランド賞のファイナリストに選出された。シーズン終了後、2024年のNFLドラフトにアーリーエントリーした。

## 家族
父のジョン・オルトは元NFL選手で、兄のマーク・オルトは元NHL選手。